# بيوت الركب (العدين)

تعديل مصدري - تعديل

بيوت الركب محلة تابعة لقرية الحنكة، التابعة لعزلة قداس بمديرية العدين إحدى مديريات محافظة إب في الجمهورية اليمنية، بلغ تعداد سكانها 68 حسب تعداد اليمن لعام 2004.